# Produit jetable
Un produit jetable est un produit (un bien de consommation) qui n'est pas destiné à être gardé. C'est donc un objet à usage unique.

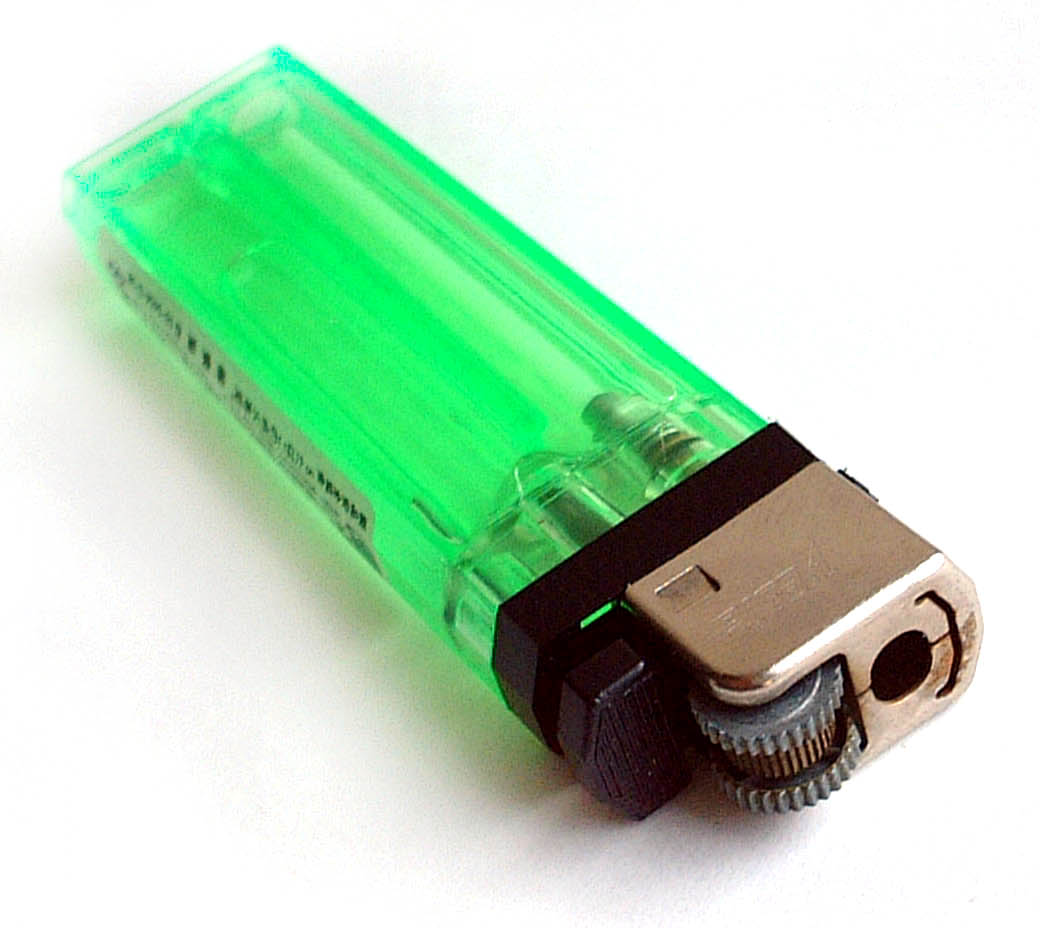
Un briquet japonais jetable.

Il existe généralement des versions non jetables de ces produits, plus résistantes, lavables, ou (le cas échéant) dont le réservoir est prévu pour être rechargé. L'intérêt d'une version jetable est d'être plus économique à la production, car plus simple à fabriquer ou utilisant des matériaux moins coûteux, mais aussi de "pousser à la consommation" en revendant les mêmes contenants alors que le contenu pourrait être rechargé (cas des cartouches d'imprimantes), ou des produits volontairement peu durables (les lames de rasoir).

## Histoire
Serge Latouche estime qu'il y a une dimension anthropologique sous-jacente, et pas seulement un intérêt commercial, au caractère non durable de nombreux biens commercialisés. Elle serait liée à une propension des êtres humains à la dépense, voire au gaspillage. Cette propension est selon lui aujourd’hui utilisée et encouragée par la publicité, alors que certains courants de pensée (puritanisme notamment) défendent plutôt un système basé sur la durabilité et limitant le gaspillage, même aux États-Unis d'où les stratégies de marketing basées sur le jetable semble avoir émergé.

### Entreprises
L'Amérique du Nord aurait en effet inauguré dès les années 1850 un système commercial basé sur des produits jetables avec des cols et manchettes de papier jetables destinés aux représentants.

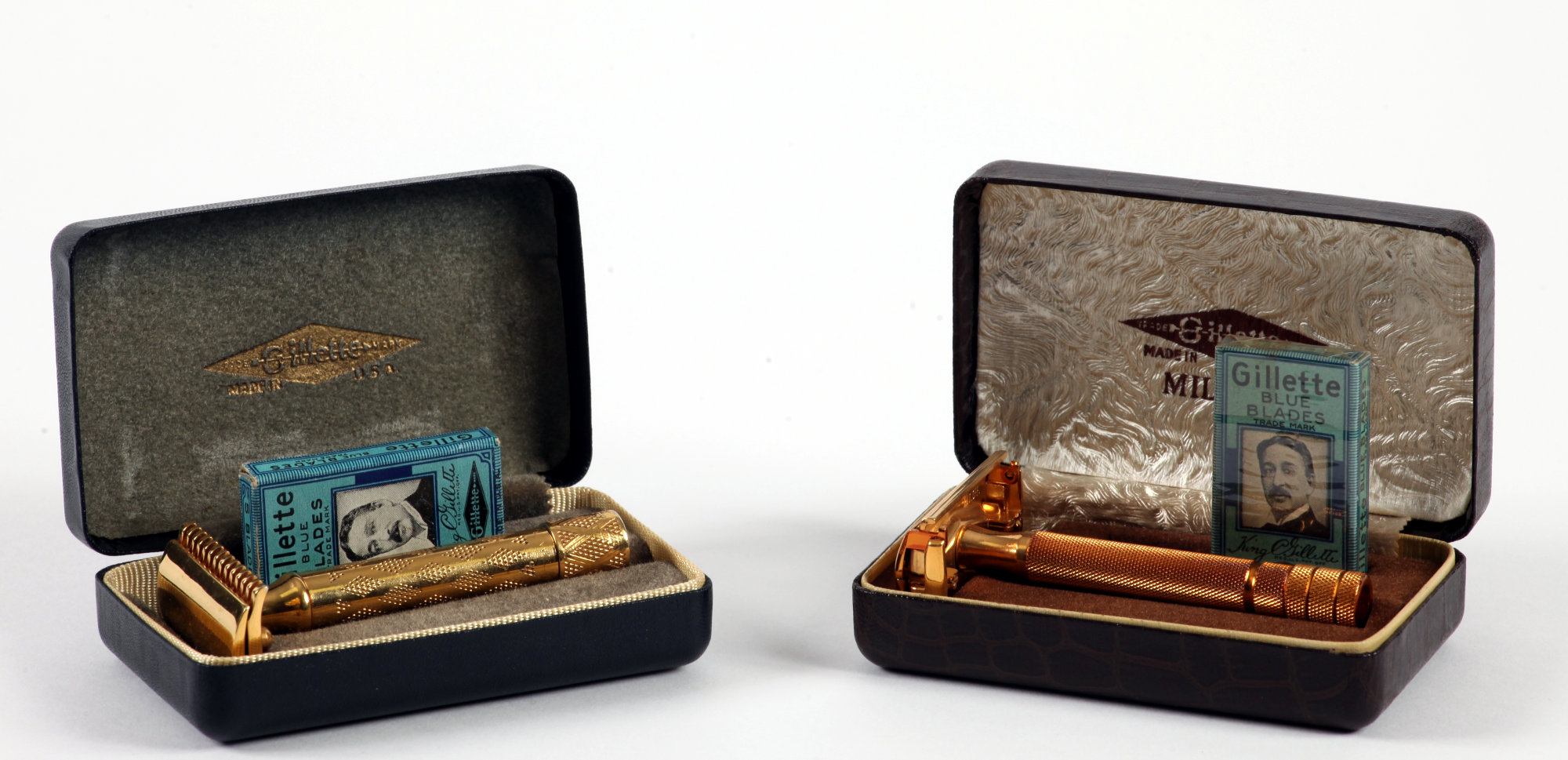
Rasoirs Gilette vendus dans les années 1930 avec un paquet de lames jetables.

En 1903, 8 ans après avoir déposé un brevet pour un rasoir de sécurité à lame interchangeable (1895), l'entreprise Gillette commercialise des rasoirs à lames interchangeables (brevetées en 1904 par le Canadien d'origine française King Camp Gillette). L'utilisateur n'était pas invité à jeter le rasoir, mais à changer les lames (interchangeables et pouvant être aiguisées). L'année suivante, en 1906, Gilette se lance dans la fabrication de lames interchangeables à bas coût, et donc plus facilement jetables.
L'entreprise Bic tablera également sur la commercialisation de nombreux produits jetables, dont le stylo à bille Bic Cristal en 1950.
À la fin des années 1960, en Amérique du Nord, la publicité suscite un engouement pour les robes en papier, lancées en 1966 par l’entreprise américaine Scott Paper Company qui cible, avec cet article publicitaire, une société contemporaine du consommable et du jetable.
À partir des années 1970, un grand nombre de produits sont vendus à bas prix, avec des pratiques publicitaires encourageant le changement constant (« Si vous voulez changer changez de Kelton » a été l'un des slogans d'une marque de montre).
Ce concept est parfois rapproché de ceux de l'« usure morale », de la mode qui rend les objets rapidement surannés et d'un design soutenu par un marketing basés sur une obsolescence planifiée théorisé par Bernard London aux États-Unis, voire sur une obsolescence programmée.

### Politiques
Au début des années 1950, l’ambiguïté des relations entre industrie et qualité/durabilité est traitée par L'Homme au complet blanc, film britannique dans lequel un ingénieur invente un textile inusable et ne se salissant pas, qui rapidement se retourne contre lui alors que certaines entreprises (magnats du textile) et les ouvriers (via leurs syndicats) cherchent à l'empêcher de développer son invention, qu'ils estiment menacer leur industrie.
Un cas particulier est celui du textile sanitaire qu'il est souvent justifié de détruire quand ils est porteurs de biocontaminants dangereux.
Dans quelques cas — notamment dans les secteurs réglementés et contrôlés par les États, pour des raisons de sécurité — les produits sont nettement plus sûrs et solides aujourd’hui qu'autrefois, par exemple pour l'automobile et les armes. Dans le cas de l'automobile, Serge Latouche fait constater que cette durabilité est néanmoins contournée, par la publicité qui encourage à changer de voiture plus souvent, et même par des primes à l'achat et des primes d'État (comme la prime à la casse) destinées à soutenir l'industrie automobile dans les pays riches déjà très équipés et où le marché stagne.
Selon Benoît Hamon, ministre français délégué à l’économie sociale et solidaire et à la consommation (2012-2014) : « L’obsolescence des appareils est quasiment pensée au départ par les opérateurs pour favoriser le renouvellement. Or, acheter un appareil qui est destiné à être totalement démodé un an plus tard pose d’autant plus question lorsque le constructeur a lui-même organisé cette obsolescence. Cela constitue un sujet de travail et de préoccupation. Je mettrai en garde et essaierai de lutter contre cette obsolescence programmée dans le domaine du numérique. ».

## Interdiction des produits jetables en plastique
| Produit                                             | Date d'interdiction | Date d'interdiction | Date d'interdiction |
| Produit                                             | France              | Belgique            | UE                  |
| --------------------------------------------------- | ------------------- | ------------------- | ------------------- |
| Sacs de caisse (épaisseur > 50 microns)             | 01/07/2016          |                     |                     |
| Sacs pour fruits et légumes                         | 01/07/2017          |                     |                     |
| Contenants collectifs (cuisson, réchauffe, service) | 01/01/2018          |                     |                     |
| Micro-billes cosmétiques                            | 01/01/2018          |                     |                     |
| Couverts                                            | 01/01/2020          | loi en cours        | loi en cours        |
| Contenants individuels (assiettes, etc)             | 01/01/2020          | loi en cours        | loi en cours        |
| Cotons-tiges                                        | 01/01/2020          | loi en cours        | loi en cours        |
| Tiges de ballons                                    | 01/01/2020          |                     | loi en cours        |
| Piques à steak                                      | 01/01/2020          |                     |                     |
| Pailles                                             | 01/01/2020          |                     | loi en cours        |
| Bâtonnets mélangeurs pour boisson                   | 01/01/2020          |                     | loi en cours        |
| Couvercles à verre jetables                         | 01/01/2020          |                     |                     |
| Plateaux-repas                                      | 01/01/2020          |                     |                     |
| Pots à glace                                        | 01/01/2020          |                     |                     |
| Saladiers                                           | 01/01/2020          |                     |                     |
| Boîtes                                              | 01/01/2020          |                     |                     |

## Exemples de produits jetables
- Accessoires d'hygiène et de protection, notamment dans le domaine médical :
  - Mouchoir en papier
  - Gant de toilette non tissé
  - Couche culotte
  - Protection hygiénique
  - Drap (literie) jetable
  - Gants en latex
  - gants médicaux
  - tablier
  - Seringue
  - Pipette Pasteur

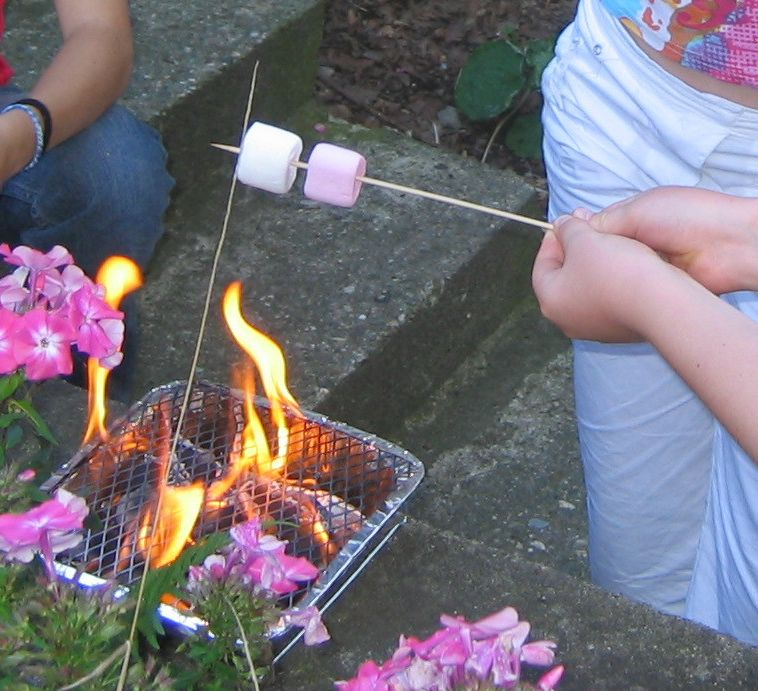
Barbecue à usage unique.

- Matériel de cuisine utilisé en restauration ou à domicile, en plastique, en carton ou en bambou :
  - Nappe en papier, serviette en papier
  - Vaisselle
  - Couverts (production estimée à 50 milliards de pièces en Chine[5])
  - Baguettes[6]
  - Gobelets
  - « Touillettes » à café
  - Barbecue

- Produits rechargeables sur les versions non jetables :
  - stylo à bille
  - Rasoir
  - briquet
  - pile électrique
  - Appareil photographique jetable
  - téléphone portable jetable
- DVD jetable
- Menottes en plastique

### À l'opposé
- Achat durable, achat vert
- Bien durable
- Syllogomanie, trouble empêchant de jeter.